# Kogut na podwórku i kogut na dachu
Kogut na podwórku i kogut na dachu (duń. Gaardhanen og Veirhanen, współ. duń. Gårdhanen og vejrhanen) – baśń literacka autorstwa Hansa Christiana Andersena, wydana po raz pierwszy w grudniu 1859 roku.

## Publikacja
Baśń literacka pt. Kogut na podwórku i kogut na dachu, napisana przez Hansa Christiana Andersena, została po raz pierwszy opublikowana w Kopenhadze przez wydawcę C. A. Reitzela w antologii Nowe Bajki i Opowieści. Pierwsza Seria. Czwarta Kolekcja. 1860 (duń. Nye Eventyr og Historier. Første Række. Fjerde Samling. 1860). Wznowiono ją za życia pisarza w antologii Bajki i opowieści. Tom trzeci (duń. Eventyr og Historier. Tredie Bind) w grudniu 1870 roku. Utwór zilustrował rysownik Lorenz Frølich.

## Przekłady na język polski
Baśń o Kogutach była tłumaczona na język polski:
- 1931 – Kogut podwórzowy i kogucik na dachu: Stefania Beylin (tłum.): Baśnie. Warszawa. Brak numerów stron w książce
- 2006 – Kogut na podwórku i kogut na dachu: Bogusława Sochańska (tłum.): Baśnie i opowieści. Tom II 1852–1862. Poznań. s. 295–296. ISBN 978-83-7278-194-9. (z oryginału duńskiego)

## Fabuła
Na dwóch podwórkach żyją dwa koguty: jeden stoi dumnie na dachu, drugi na kupie nawozu. Podwórka są oddzielone płotem. Na nawozie rośnie ogórek, który uważa się za wyjątkowego, bo jest rośliną inspektową. Ogórek podziwia koguta z podwórza, który pysznie się przechadza i głośno pieje. Krytykuje za to kogucika na dachu, który jego zdaniem nic nie robi i tylko się pyszni. Nocą, podczas burzy wiatr przewraca płot i zrywa dachówki. Kogucik na dachu trwa nieruchomo i nie obraca się ani razu. Jest nowy, ale zachowuje się poważnie, gardząc innymi ptakami. Pogardza wróblami i jaskółkami, a gołębie uważa za grube i głupie. Wędrowne ptaki opowiadają mu ciekawe historie, ale z czasem go nudzą. Kogucik dachowy uznaje, że świat jest głupi i nikt nie jest godzien rozmowy. Ogórek dalej zachwyca się kogutem z podwórza, nie znając tak naprawdę kogucika z dachu.
Po burzy kogut pyta kury, co sądzą o „muzyce” błyskawic. Wchodzi na nawóz, gdzie rośnie ogórek, i nazywa go „ogrodową rośliną”. Ogórek jest zaszczycony i nie zauważa, gdy kogut zaczyna go dziobać. Kogut zjada ogórka, spełniając jego marzenie o „błogosławionej śmierci”. Kury i kurczęta podążają za kogutem, gdacząc i piszcząc z dumy. Kogut ogłasza, że może znieść jajko, w którym znajduje się bazyliszek. Twierdzi, że jest wszechpotężnym panem podwórza. Kogucik na dachu uznaje wszystko za bzdurę, skacze z dachu, ale nie szkodzi podwórzowemu kogutowi.

## Galeria

Ilustracje baśni O kogutach
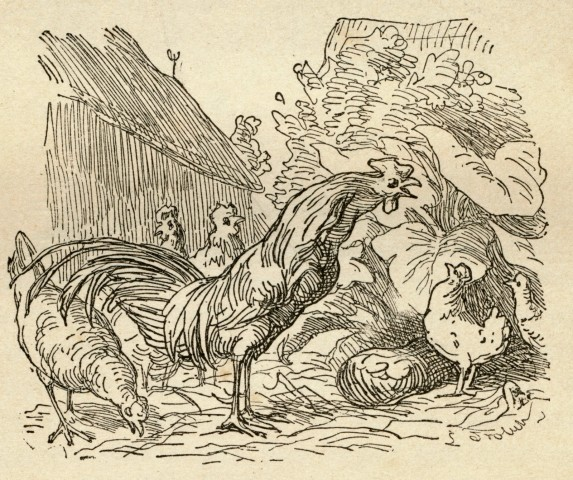
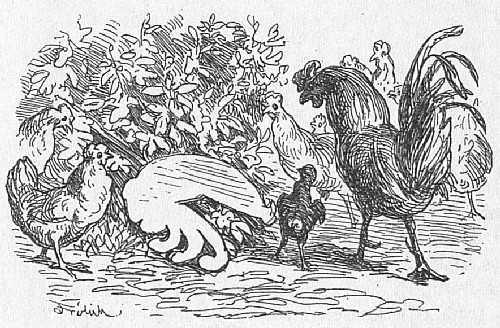
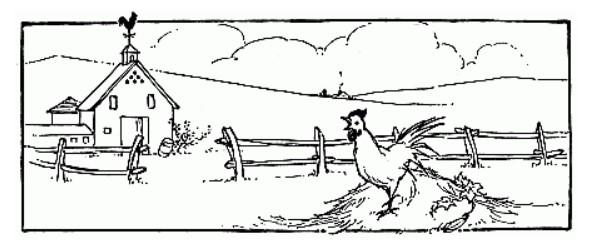